# ブロッサム・トゥズ
ブロッサム・トゥズ（Blossom Toes）は、1967年から1970年にかけて活動したイギリスのサイケデリックなポップ・バンドである。

## 略歴
当初は「ジ・インゴーズ (The Ingoes)」として知られていたが、改名されて、マネージャーであったジョルジオ・ゴメルスキーのレーベル「Marmalade Records」と契約した。
オリジナル・ラインナップは、ブライアン・ゴディング（1945年8月19日、サウスウェールズ州モンマス生まれ、ギター、ボーカル、キーボード）、ジム・クリーガン（ジェームズ・クリーガン、1946年3月9日、サマセット州ヨービル生まれ、ギター、ボーカル）、ブライアン・ベルショー（1944年2月25日、ランカシャー州ウィガン生まれ、ベース、ボーカル）、ケヴィン・ウエストレイク（ケヴィン・パトリック・ウエストレイク、1947年3月5日 - 2004年9月30日、アイルランド・ダブリン生まれ、ドラム）。
バンドのデビュー・アルバム『ウィ・アー・エヴァー・ソー・クリーン』は、典型的な英国サイケデリアの古典と呼べる例である。リリース時に、英国の音楽雑誌『メロディ・メイカー』には「ジョルジオ・ゴメルスキーのロンリー・ハーツ・クラブ・バンド」と書かれた。大きな商業的成功は得られなかったが、「What On Earth」や「Look At Me, I'm You」などの楽曲は、1960年代のレトロな音楽を好むファンの世代によって発掘され、カルト時代のステータスをアルバムに与えた。『Record Collector』誌では「100枚の偉大なサイケデリック・レコード」のリスト入りを果たしている。
アルバム『イフ・オンリー・フォー・ア・モーメント』では、クリーガンとゴディングの独特な2パートのギター・ハーモニーが特筆すべき役割を果たし、バンドはかなりヘヴィに、よりロック寄りな方向を向くようになった。この時点でウエストレイクは脱退し、ジョン・ポリ・パーマーと交代し、やがてバリー・リーヴスに交代した。
このバンドは1970年に終焉を迎えた。
その後、ベルショーとゴディングは、ウエストレイクとB.B.ブランダーで再合流した。クリーガンは、ジョン・ウィルソンやチャーリー・マクラケンとスタッドを結成し、その後、先に加入していたパーマーと同様にファミリーへと加入した。
ブロッサム・トゥズは、フランスの映画監督エリック・ロメールによる映画『コレクションする女 (La Collectionneuse)』（1967年）に音楽を提供し、フレッド・マーシャルによる映画『Popdown』（1967年）に出演した。

## ディスコグラフィ

### スタジオ・アルバム
- 『ウィ・アー・エヴァー・ソー・クリーン』 - We Are Ever So Clean (1967年、Marmalade)
- 『イフ・オンリー・フォー・ア・モーメント』 - If Only for a Moment (1969年、Marmalade)

### ライブ・アルバム
- 『ラヴ・ボム - ライヴ1967-69』 - Love Bomb - Live 1967-69 (2009年、Sunbeam Records)

### コンピレーション・アルバム
- Collection (1988年、Decal/Charly)
- What on Earth: Rarities 1967-69 (2009年、Sunbeam Records)

### ジ・インゴーズ (The Ingoes)
- Before We Were Blossom Toes (2010年、Sunbeam Records) ※前身バンド名義

### シングル
- "What on Earth" / "Mrs. Murphy's Budgerigar" / "Look at Me I'm You" (1967年、Marmalade)
- "I'll Be Your Baby Tonight" b/w "Love Is" (1968年、Marmalade) ※「アイル・ビー・ユア・ベイビー・トゥナイト」はボブ・ディランのカヴァー。
- "Postcard" / "Everybody's Leaving Me Now" (1968年、Marmalade)
- "Peace Loving Man" / "Just Above My Hobby Horse's Head" (1969年、Marmalade)
- "New Day" (signaled on the SBRCD5036 Sunbeam Records CD as "unreleased 45 A-side") b/w "Love Bomb" (1969年、Marmalade)